# Список войсковых казачьих обществ
Войсковое казачье общество — казачье общество (некоммерческая организация), которое создается (формируется) путем объединения окружных (отдельских) казачьих обществ и осуществляет свою деятельность на территориях двух и более субъектов Российской Федерации либо на территории одного субъекта Российской Федерации, который образован в результате объединения двух и более субъектов Российской Федерации. Войсковые казачьи общества в 2018 году были объединены во Всероссийское казачье общество. На 2022 год в Российской Федерации зарегистрированы 12 войсковых казачьих обществ.
| Нарукавный знак (эмблема) | Наименование                                                        | Расцветка формы одежды | Орган управления | Указ, утвердивший Устав                                                    |
|                           | Волжское войсковое казачье общество (ВВКО)                          |                        | Действующий войсковой атаман: Иванов Юрий Евгеньевич Войсковой штаб ВВКО расположен по адресу: 443041, г. Самара, пер. Гончарова, дом 1 53°11′12″ с. ш. 50°06′35″ в. д. (www.ввко.рф) — Официальный сайт ВКО                                                          | Распоряжение Президента Российской Федерации от 11 июня 1996 года № 308-рп |
|                           | Сибирское войсковое казачье общество (CВКО)                         |                        | Действующий войсковой атаман: Привалов Геннадий Николаевич Войсковой штаб СВКО расположен по адресу: 644033, г. Омск, ул. 1-я Затонская, 17 (www.казакисибири.рф) — Официальный сайт ВКО                                                                              | Указ Президента Российской Федерации от 12 февраля 1997 года № 95          |
|                           | Забайкальское войсковое казачье общество (ЗВКО)                     |                        | Действующий войсковой атаман: Юрьев Сергей Владимирович Войсковой штаб ЗВКО расположен по адресу: 672000, г. Чита, ул. Ленинградская, 3 52°01′51″ с. ш. 113°29′58″ в. д. (www.звко.рф) — официальный сайт ВКО                                                         | Указ Президента Российской Федерации от 12 февраля 1997 года № 96          |
|                           | Терское войсковое казачье общество (ТВКО)                           |                        | Действующий войсковой атаман: Кузнецов Виталий Владимирович Войсковой штаб ТВКО расположен (временно) по адресу: 355008, г. Ставрополь, ул. Вокзальная, дом 24, редакция газеты «Казачий Терек» 45°03′22″ с. ш. 41°59′54″ в. д. (www.terkv.ru) — Официальный сайт ВКО | Указ Президента Российской Федерации от 12 февраля 1997 года № 97          |
|                           | Уссурийское войсковое казачье общество (УВКО)                       |                        | Действующий войсковой атаман: Агибалов Александр Александрович Войсковой штаб УВКО расположен по адресу: 690110, г. Хабаровск, ул. Тургенева, 69 (https://вкоу.рф/) — Официальный сайт ВКО                                                                            | Указ Президента Российской Федерации от 05 февраля 2024 года № 93          |
|                           | Войсковое казачье общество «Всевеликое войско Донское» (ВКО ВВД)    |                        | Действующий войсковой атаман: Бобыльченко Виталий Александрович Войсковой штаб ВКО «ВВД» расположен по адресу: 346430, г. Ростов-на-Дону, ул. Социалистическая, 112 47°13′16″ с. ш. 39°43′14″ в. д. (http://www.don-kazak.ru) — Официальный сайт ВКО                  | Указ Президента Российской Федерации от 17 июня 1997 года № 612            |
|                           | Енисейское войсковое казачье общество (ЕВКО)                        |                        | Действующий войсковой атаман: Артамонов Павел Петрович Войсковой штаб ЕВКО расположен по адресу: 660053, г. Красноярск, ул. Малиновского, дом 20 56°02′50″ с. ш. 92°56′18″ в. д. (www.eniseycossacks.ru) — Официальный сайт ВКО                                       | Указ Президента Российской Федерации от 17 июня 1997 года № 613            |
|                           | Оренбургское войсковое казачье общество (ОВКО)                      |                        | Действующий войсковой атаман: Романов Владимир Иванович Войсковой штаб ОВКО расположен по адресу: 460009, г. Оренбург, просп. Братьев Коростелевых, дом 1 51°47′08″ с. ш. 55°04′40″ в. д. (www.ataman-ovko.ru) — Официальный сайт ВКО                                 | Указ Президента Российской Федерации от 29 марта 1998 года № 308           |
|                           | Кубанское войсковое казачье общество (КВКО)                         |                        | Действующий войсковой атаман: Власов Александр Иванович Войсковой штаб КВКО расположен по адресу: 350063, г. Краснодар, ул. Рашпилевская, дом 10 45°01′03″ с. ш. 38°57′58″ в. д. (www.slavakubani.ru) — Официальный сайт ВКО                                          | Указ Президента Российской Федерации от 24 апреля 1998 года № 448          |
|                           | Иркутское войсковое казачье общество (ИВКО)                         |                        | Действующий войсковой атаман: Шахов Николай Иванович Войсковой штаб ИВКО расположен по адресу: 664027, г. Иркутск, ул. Ленина, дом 1а 52°17′25″ с. ш. 104°16′46″ в. д. (www.irkv.ru) — Официальный сайт ВКО                                                           | Указ Президента Российской Федерации от 4 мая 1998 года № 489              |
|                           | Войсковое казачье общество «Центральное казачье войско» (ВКО «ЦКВ») |                        | Действующий войсковой атаман: Миронов Иван Кузьмич Войсковой штаб ВКО ЦКВ расположен по адресу: 121351, г. Москва, пр. Мира, дом 49 А. 55°47′02″ с. ш. 37°38′00″ в. д. (http://vko-ckv.ru/) — Официальный сайт ВКО                                                    | Указ Президента Российской Федерации от 3 мая 2007 года № 574              |
|                           | Войсковое казачье общество «Черноморское казачье войско» (ВКО ЧКВ)  |                        | Действующий войсковой атаман: Сироткин Антон Викторович Войсковой штаб ВКО ЧКВ расположен по адресу: Республика Крым, г. Симферополь, ул. Генерала Телегина, д. 16а (http://vko-chkv.ru/) — Официальный сайт ЧКВ                                                      | 2021                                                                       |